# 公主與青蛙
《公主與青蛙》，是一部由華特迪士尼影片於2009年製作的第49部经典动画长片電影。它在美國的首次上映日期預定於2009年12月11日。這部電影的核心故事原型是E·D·貝克和一部分格林童話的《青蛙王子》所改編的《青蛙公主》等書的。它的導演是羅恩·克萊門茨以及約翰·馬斯克，他們也曾經擔任過《妙妙探》、《小美人鱼》、《阿拉丁》、《大力士》以及《星银岛》等迪士尼電影的導演。其電影配樂、音樂的製作者則是《玩具總動員》系列作曲蘭迪·紐曼。在這部影片中，阿尼哥·諾麗·蘿絲擔任了主角蒂安娜公主（Princess Tiana）的配音員，而其它的配音員則還包括了歐普拉·溫芙蕾、凱斯·大衛、珍妮弗·路易斯、約翰·古德曼、布魯諾·坎波斯以及特倫斯·霍華德等人。
電影發行後獲得正面為主的評價，其中動畫（特別是手繪形式）、人物、音樂和主題備受影評家讚譽；然而其對路易斯安那巫毒教的描寫和吉姆·克勞法期間對美國南部描寫的歷史否定主義則遭受批判。該動畫片入選為第82屆奧斯卡金像獎最佳長篇動畫及最佳歌曲的提名。劇中蒂安娜公主的原型源自於紐奧良知名女主廚利亞蔡斯(Leah Chase，1923 - 2019)，她於2019年6月1日過世，享年96歲。

## 劇情
蒂安娜是出身自新奥尔良的非裔美國少女，在1912年的新奥尔良，蒂安娜從小夢想著和爸爸開家餐廳，而她富有的玩伴艾樂兒總是期待能有段浪漫的愛情。隨著時間過去，蒂安娜的父親因為過勞去世，她仍為實踐經營餐廳的理想持續存著錢買地，勤奮地工作，在與母親的會談中，蒂安娜得知父親雖然生前未能實現開設餐廳的理想，但是他反而得到他所需要的事物。同時，马尔多尼亚（Maldonia）的萊文王子來到此聯姻，蒂安娜給予艾樂兒利用美食攻勢的建議，讓蒂安娜賺取不少小費存夠了錢，準備付款買下廢屋。
熱愛音樂的萊文王子，天生好玩無心工作，被當地邪惡影子巫師盯上，被誘拐遭到巫術詛咒施法變成青蛙。萊文王子那被壓榨許久的僕人勞倫斯則取代了他的樣貌，和霍博士進行奪權取財的陰謀。在迎接王子的舞會派對時，蒂安娜被告知若不在期限內付款，地就會被賣走。沮喪的蒂安娜對著星空許願，在陽台遇到變成青蛙的萊文，要求一個吻讓他變回人類，結果失敗連蒂安娜也變成了青蛙。
兩隻青蛙驚慌失措下，大鬧派對現場，最後被氣球纏住飄至荒野沼澤地，受到鱷魚群的襲擊。隔日，出現一隻熱愛爵士樂的鱷魚阿盧，說明擅長巫術的雷婆有辦法變回人類，而阿盧則想要變成人類正常演奏樂器，一同出發前去尋找雷婆。旅途中，遭到青蛙獵人的襲擊，所幸共同努力脫離險境。
毫不知情的艾樂兒正打算和假萊文求婚，快變回原型假萊文需要萊文的血才能繼續偽裝下去，霍博士派出影子軍團前去追捕他們。他們迷失在沼澤，多虧螢火蟲阿虫幫忙指引明燈，前往雷婆的居住地。過程裡，天生實際的蒂安娜不懂的玩樂享受生活，時常鬥嘴不合的蒂安娜和萊文逐漸摩合，含著金湯匙長大的萊文也開始學習著動手伙食，兩人互補對方的不足愛意萌生。
遭到影子軍團的襲擊，雷婆現身援救，雷婆表明為有找到內心所需才能破解魔咒。他們誤以為只要和真正的公主親吻就可以變回人，偷渡著輪船趕在午夜前回去。萊文愛上了蒂安娜，準備向她求婚，但是蒂安娜想著她的餐廳，萊文為了成全蒂安娜的夢想，決定接受和艾樂兒結婚，就有經費可以給蒂安娜開間餐廳。
萊文離開後，一不注意被霍博士捉住，艾樂兒和假萊文準備舉行婚禮。蒂安娜看見以為萊文變回人類，阿虫說溜嘴終於明白萊文的真心。阿虫、阿盧和蒂安娜連手奮力搶走詛咒項鍊，最後一刻摧毀掉它，霍博士被拖入黑暗，而假萊文則變回原型勞倫斯遭到逮捕。
艾樂兒看見蒂安娜和萊文兩人的真愛，願意獻吻解除詛咒，午夜鐘聲響起，兩人卻仍是青蛙模樣。阿虫受到影子巫師的踩踏喪生，也如願和他的晚星情人─伊文潔琳，成為了天上的一顆星。最後，在雷婆的祝福下，兩隻青蛙在沼澤地眾動物的祝福下結締終生，由於萊文王子本身的皇族身份，嫁給了他的蒂安娜便成為了真正的公主，此時萊文王子親吻蒂安娜便滿足了破解了詛咒的條件，雙雙變回了人類。蒂安娜如願以償地開了餐廳，和萊文王子過著幸福美滿的生活，並成了王妃，故事完美結束。

## 配音員
| 配音                                   | 配音                                           | 配音 | 配音     | 角色                                                     |
| 美國                                   | 台灣                                           | 香港 | 中国大陆 | 角色                                                     |
| -------------------------------------- | ---------------------------------------------- | --- | -------- | -------------------------------------------------------- |
| 安妮卡·諾尼·蘿斯 伊麗莎白·當普（幼年） | 汪世瑋 曾湘彤(童年) 蕭蔓萱（唱）               | 官恩娜 潘嘉怡(童年)                                                                                          | 张喆     | 蒂安娜（Tiana）                                          |
| 布魯諾·坎波斯                          | 詹君陽 古皓（唱）                              | 古巨基 | 惠龙     | 萊文王子（Prince Naveen）                                |
| 麥克-里昂·伍里                         | 林谷珍                                         | 阮兆祥 |          | 路易斯/台譯：阿盧（Louis）                               |
| 吉姆·康明斯                            | 謝文德                                         | 田啟文 |          | 雷蒙/台譯：阿虫（Ray）                                   |
| 凱斯·大衛                              | 陳旭昇 梁世達（唱）                            | 顏國樑 譚錫禧（唱）                                                                                          |          | 霍博士/台譯：陰影人（Dr. Facilier）                      |
| 珍妮弗·寇迪 布萊安娜·布魯克斯（幼年）  | 曾詩淳 鮑冠澕 (童年)                           | 王嘉儀 羅永怡(童年)                                                                                          |          | 艾樂兒「小樂」·波夫（Charlotte "Lottie" La Bouff）       |
| 珍妮弗·路易斯                          | 崔幗夫                                         | 龍寶鈿 陳麗君（唱）                                                                                          |          | 媽媽歐蒂/台譯：雷婆（Mama Odie）                         |
| 彼得·巴特雷                            | 李勇                                           | 李建良 |          | 勞倫斯（Lawrence）                                       |
| 約翰·古德曼                            | 康殿宏                                         | 周志輝 |          | 艾利“大老爹”·波夫（Eli "Big Daddy" La Bouff）            |
| 奧花·雲費                              | 陳季霞                                         | 黃鳳琼 |          | 烏朵拉（Eudora）                                         |
| 泰伦斯·霍华德                          | 夏治世                                         | 袁富華 |          | 詹姆士（James）                                          |
| 法兰克·华尔克                          | 使用原音                                       | 使用原音 | 使用原音 | 史黛拉（Stella）                                         |
| 迪·布莱德里·贝克                       | 使用原音                                       | 使用原音 | 使用原音 | 啾啾（Juju）                                             |
| 科瑞·伯顿 杰瑞·科尼                    | 孫中台 夏治世                                  | |          | 芬納兄弟（The Fenner Brothers）                          |
| 里奇·蒙特格梅里 唐·哈尔 保罗·伯杰斯    | 孫中台 孫德成                                  | 龍天生 |          | 雷吉、戴羅和兩隻手指（Reggie, Darnell, and Two-Fingers） |
| 凯文·迈克尔·理查森 艾梅尔·拉斯         | 孫德成 詹君陽                                  | |          | 伊恩和馬隆（Ian and Marlon）                             |
|                                        | 王希華 李直平 劉小芸 劉安 王辰驊 鈕凱暘 姜瑰瑾 | 周偉強 李家傑 高翰文 周奕勤 辛偉強 鄭家蕙 盧富泰 Stanley Ho 盧俊豪 楊啟健 陳健豪 陳展基 馮志輝 周恩恩 徐煒熞 |          |                                                          |

## 製作

### 動畫
迪士尼曾經宣告《放牛吃草》將是最後一部二維手繪動畫電影，但於2006年初收購皮克斯動畫工作室，新的動畫部門總裁艾德溫·卡謬（Edwin Catmull）和約翰·拉薩特決定再度開啟迪士尼傳統手繪動畫的大門。執導過《小美人魚》、《阿拉丁》和《大力士》的迪士尼資深二維動畫導演朗·克萊門（Ron Clements）和約翰·馬斯克（John Musker），將會回歸為《公主與青蛙》編劇與執導。
電影製作方表示會還原傳統迪士尼經典動畫的百老匯歌舞劇風格，以及1980年代末期至1990年代的迪士尼文藝復興。約翰·拉薩特私底下要求朗·克萊門和約翰·莫斯克來編導電影，且讓他們選擇用何種形式（傳統動畫或是電腦動畫）來製作本片。電影將使用全新進化的數位製作軟體，因為迪士尼老舊的電腦動畫製作系統現今已過時。
基於高飛短片《如何轉播你的家庭影院》（How to Hook Up Your Home Theater）實驗性的無紙動畫，《公主與青蛙》的繪師將使用傳統畫筆和紙，掃描進電腦裡。手繪風格動畫新的製作途徑在工作室逐步發展，像數位上色不用過去的電腦動畫製作系統，實際上動畫程序仍是相同的。如同大多數的動畫背景，特效方面將數位化呈現。迪士尼動畫視覺效果總監馬龍·威斯特（Marlon West），提及關於製作「部分人對回歸手繪動畫有著想法，但任何事重新開始得來自成長經驗。首要其衝就是將焦點放至製作短片，提升我們重新引進二維動畫的途徑。我身為高飛動畫短片《如何轉播你的家庭影院》的視效總監，此短片對特效部門有實質上的幫助，因此我們將無紙動畫技術用在《公主與青蛙》。」

### 音樂
2006年11月13日宣佈，曾經為五部皮克斯動畫電影製作配樂的蘭迪·紐曼，將負責接下電影配樂製作，取代亞倫·孟肯以及他的新作詞組合葛倫·史雷特（Glenn Slater）。主要因於亞倫·孟肯不久前剛製作另一部迪士尼動畫真人電影《曼哈頓奇緣》，約翰·拉薩特不願使觀眾產生重複感而作此項更換決定。
2007年三月的華特迪士尼年度股東會議，蘭迪·紐曼與金屬樂團骯髒銅管樂團（Dirty Dozen Brass Band）表演電影裡的歌曲「Down in New Orleans」，一面在螢幕上播映動畫的藝術概念影片。其他歌曲包含：「Almost There」（公主蒂安娜的獨唱）、「Dig a Little Deeper」（歐迪媽媽的獨唱）、「If I'm a Human」（路易斯的獨唱）以及「I Got Friends On The Other Side」（費希利爾博士的獨唱）和兩首雷的歌曲。

### 配音演員
2006年12月1日，曼哈頓戲院論壇流出電影選角細目消息。
選角名單提及電影將會是美國童話故事歌舞風格，場景設定在1920年代的紐奧良，並且提供電影角色群的詳細列表，包含重點主要角色曼迪（Maddy）。迪士尼隨後官方證實此訊息。
2007年2月，報導指出珍妮佛·哈德遜和安妮卡·諾尼·蘿絲將會角逐黑人公主的配音演出，黑人女歌手艾莉西亞·凱斯直接聯繫迪士尼動畫工作室總裁迪克·庫克，表示她非常想要徵求此角色配音。知名模特兒兼主持人泰拉·班克斯亦是意中人選之一。2007年4月19日，證實安妮卡·諾尼·蘿絲確定將為迪士尼首位黑人公主蒂安娜配音。2007年6月5日，報導表示凱斯·大衛將會為電影裡的反派角色霍博士配音。
虽然该片未在中国大陆公映，但2011年6月23日央视6台的佳片有约栏目曾播放一条央视配音的国语版本。

## 爭議
2007年4月20日，美國電視節目〈E!〉報導電影片名可能會從原本的《青蛙公主》（The Frog Princess）改成《公主與青蛙》（The Princess and the Frog），且主角曼迪（Maddy）也會一同作更名。

## 原聲帶

### 曲目
| #  | 歌名                                              | 中國大陸歌名       | 演唱者                                                                   |
| -- | ------------------------------------------------- | ------------------ | ------------------------------------------------------------------------ |
| 1  | "Never Knew I Needed"                             | 從不知道我要什麼   | 尼歐                                                                     |
| 2  | "Down in New Orleans (Prologue)"                  | 來到紐奧良（開場） | 安妮卡·諾麗·蘿絲（Anika Noni Rose）                                      |
| 3  | "Down in New Orleans"                             | 來到紐奧良         | Dr. John                                                                 |
| 4  | "Almost There"                                    | 近在咫尺           | 安妮卡·諾麗·蘿絲（Anika Noni Rose）                                      |
| 5  | "Friends on the Other Side"                       | 另類朋友           | 凱斯·大衛                                                                |
| 6  | "When We're Human"                                | 當我們是人類       | 麥克-李昂·伍德利（Michael-Leon Wooley）、布魯諾·坎波斯和安妮卡·諾麗·蘿絲 |
| 7  | "Gonna Take You There"                            | 帶你去             | 吉姆·卡明斯（Jim Cummings）                                              |
| 8  | "Ma Belle Evangeline"                             | 美女伊凡潔琳       | 吉姆·卡明斯（Jim Cummings）                                              |
| 9  | "Dig a Little Deeper"                             | 再深入一點         | 珍妮弗·路易斯（Jenifer Lewis）                                           |
| 10 | "Down in New Orleans (Finale)"                    | 來到紐奧良（終曲） | 安妮卡·諾麗·蘿絲（Anika Noni Rose）                                      |
| 11 | "Fair Tale/Going Home"                            | 傳說／回家         | 蘭迪·紐曼（配樂）                                                        |
| 12 | "I Know this Story"                               | 我明白             | 蘭迪·紐曼（配樂）                                                        |
| 13 | "The Frog Hunters/Gator Down"                     | 青蛙獵人／擊倒     | 蘭迪·紐曼（配樂）                                                        |
| 14 | "Tiana's Bad Dream"                               | 蒂安娜的惡夢       | 蘭迪·紐曼（配樂）                                                        |
| 15 | "Ray Laid Low" (with a reprise of "Almost There") | 雷病倒了           | 蘭迪·紐曼（配樂）                                                        |
| 16 | "Ray/Mama Odie"                                   | 雷／女巫奧迪       | 蘭迪·紐曼（配樂）                                                        |
| 17 | "This is Gonna Be Good"                           | 一定很棒           | 蘭迪·紐曼（配樂）                                                        |
| 18 | "Faith"                                           | 信念               | 裘汀·史芭克絲                                                            |

## 另見
- 《青蛙王子》故事
- 動畫長片列表

## 外部連結
- Princess and the Frog （页面存档备份，存于）
- 互联网电影数据库（IMDb）上《公主與青蛙》的资料（英文）
- 大卡通資料庫上《公主與青蛙》的資料（英文）

- 豆瓣电影上《公主與青蛙》的資料 （简体中文）
- AllMovie上《公主與青蛙》的资料（英文）
- Box Office Mojo上《公主與青蛙》的資料（英文）
- 爛番茄上《公主與青蛙》的資料（英文）

| 上一届： 《攻其不備》 | 2009年美國週末票房冠軍 12月13日 | 下一届： 《阿凡達》 |